# Jørn Utzon

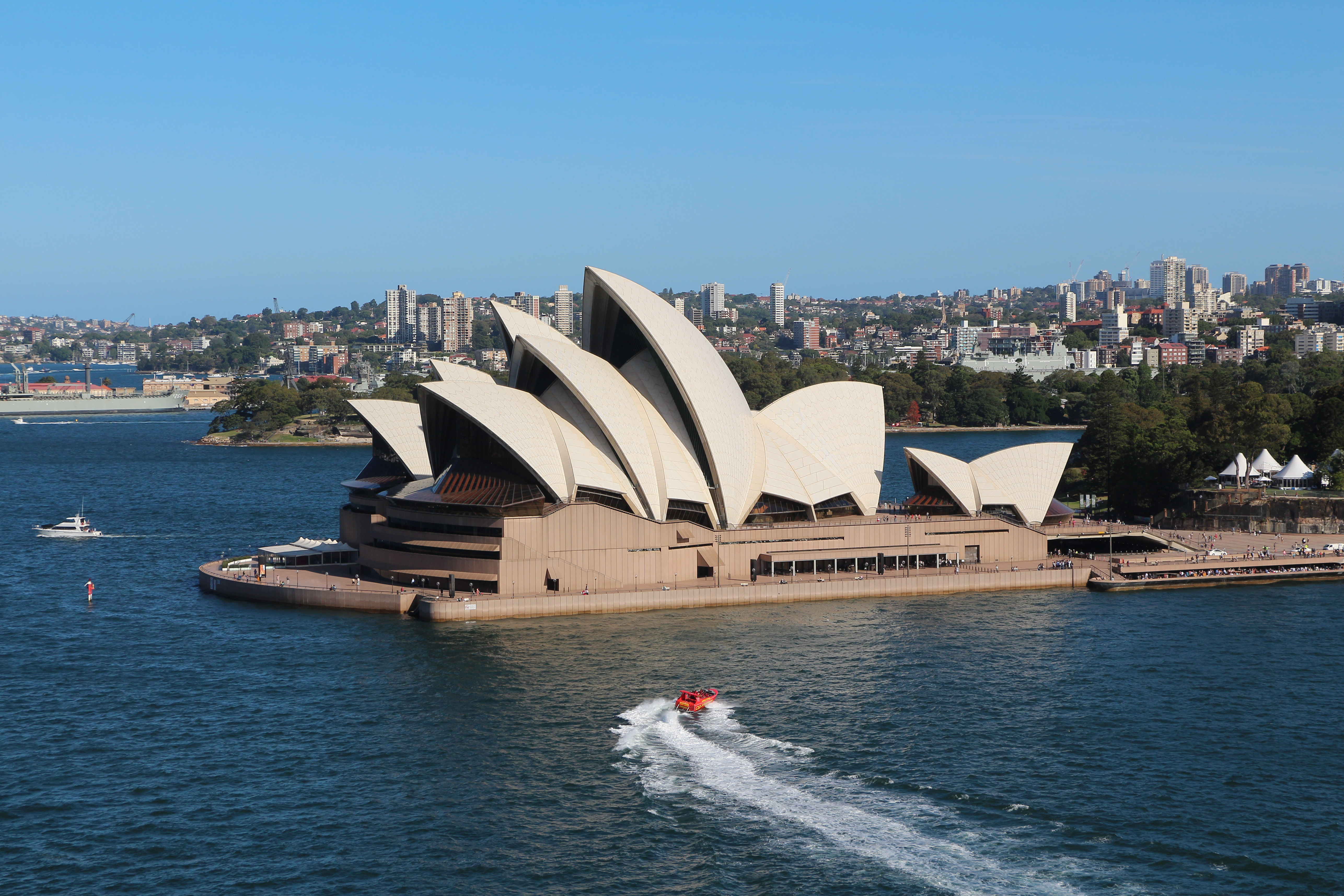
Operahuset i Sydney, Utzons mest kända byggnad.

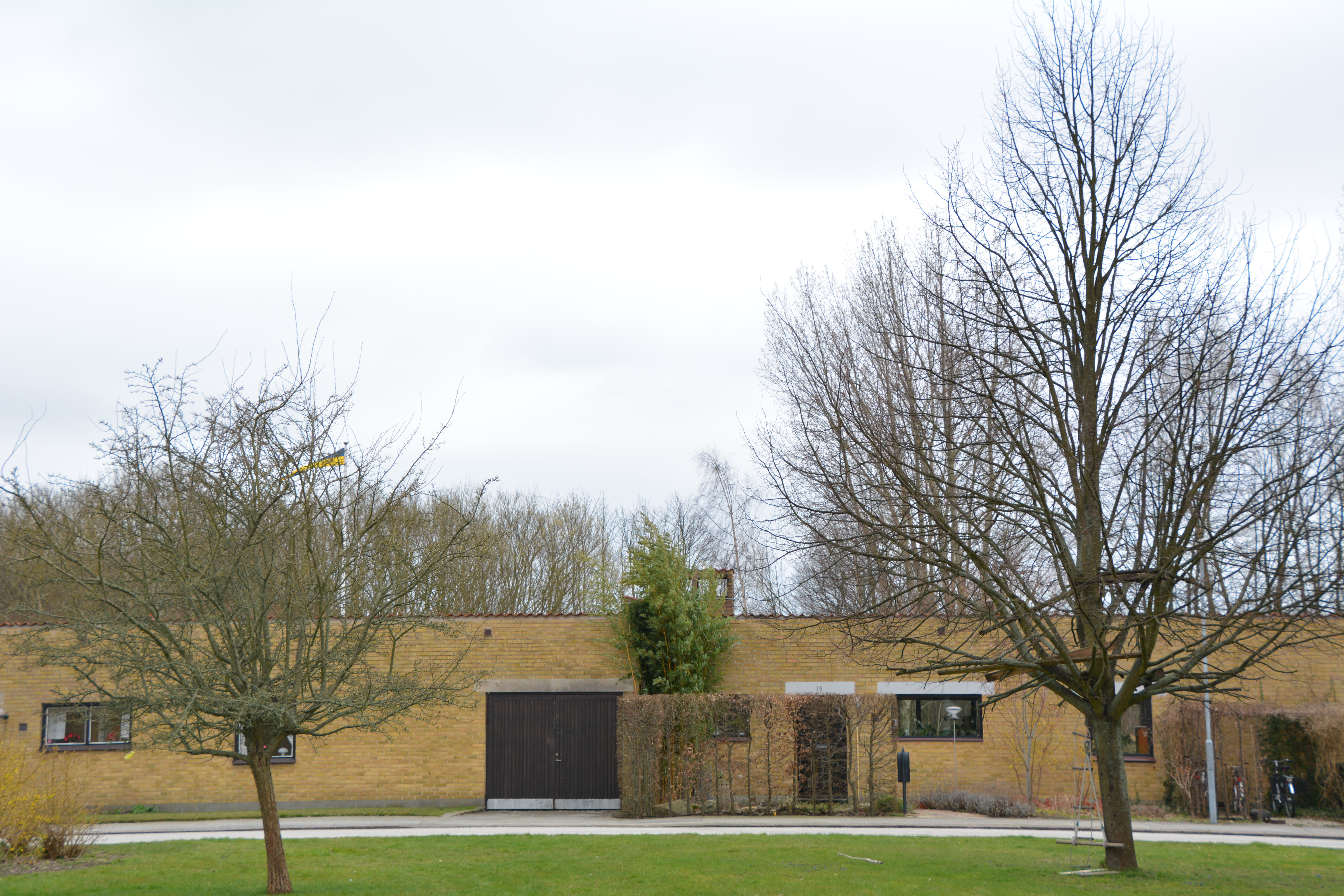
Radhus i Planetstaden i Lund.

Jørn Utzon, född 9 april 1918 i Köpenhamn, död 29 november 2008 i Helsingör, var en dansk arkitekt.
Jørn Utzon ritade bland annat det år 1973 invigda Operahuset i Sydney. Andra verk inkluderar parlamentsbyggnaden i Kuwait, Bagsværd Kirke utanför Köpenhamn, Kingohusene (numera mer kända som Romerhusene) i Helsingör, Fredensborghusene i Fredensborg, Elinebergshusen från 1965 i Helsingborg, Paustians hus från 1986 i Köpenhamns hamn, samt privata villor på båda sidor om Öresund.
Han utbildade sig till arkitekt på Kunstakademiets Arkitektskole i Köpenhamn.

## Biografi

### Tidigt liv
Jørn Utzon flyttade som barn med sina familj till Ålborg, där fadern Aage Utzon hade fått anställning som skeppsingenjör vid varvet Aalborg Værft. Familjen bodde först i en liten lägenhet på Vendelbogade och flyttade senare till en tegelvilla på Nørre Trandersvej i Vejgård.
Fadern blev mycket respekterad inom sitt fack genom sin vidareutveckling av den spartanskt utformade spetsgattade båten. Hans sätt att i sina ritningar beskriva båtarna in i minsta detalj var något som gjorde honom känd och en teknik som Jørn efterliknade i sin egen karriär. Som barn tillbringade Utzon mycket tid på varvet, där ha kunde studera hur fartygen blev till. Viktigt inom skeppsbyggandet var konstruktions- och funktionsoptimering, något som bildade ett viktigt inspirationsunderlag för Utzons i dennes senare verk. Utzon utbildade sig vid den privata Klostermarksskolen och senare på Ålborg katedralskole, där han på grund av ordblindhet fick det sämsta avgångsbetyget.
Utzon följde med sin familj till Stockholmsutställningen 1930, där han introducerades för funktionalismen, som gjorde ett starkt intryck på honom. Även resten av familjen inspirerades av den ljusa och transparenta karaktär som präglade utställningen och man ordnade familjens privata hus efter de nya stilinriktningarna.

### Utbildning och tidig karriär
Familjen flyttade 1937 till Helsingör och Jørn Utzon bedrev 1938–42 studier vid Kunstakademiets Arkitektskole i Köpenhamn, där han bland annat hade Kay Fisker och Steen Eiler Rasmussen som läromästare. Han utvecklades mycket under sina fem studieår, från den noggrant preciserade utformningen av en paviljong i Ålsgårde, till tillbyggnaden av Leidersdorfhuset, vars fina balansgång mellan klassicism, modernism och kontext bär tydliga spår på inspiration från den svenske arkitekten Gunnar Asplund, som även var drivkraften bakom Stockholmsutställningen 1930.
År 1942 flydde Utzon från det av tyskarna besatta Danmark till Stockholm, som vid denna tid var en grogrund för skandinavisk och internationell arkitektur. Där fick han sällskap av andra arkitekter i exil, till exempel Arne Jacobsen, Poul Henningsen, Halldor Gunnløgsson och Tobias Faber. Asplunds nordiska klassicism var en stor inspirationskälla, liksom Alvar Aaltos kontor, även det baserat i staden. Utzon arbetade under denna period med Hakon Ahlberg och senare med Paul Hedqvist. Genom Hedqvist kom han i kontakt med den norske arkitekten Arne Korsmo, som han blev god vän med och med vilken han deltog i ett antal arkitekttävlingar.

### Efter kriget
Efter Andra världskrigets slut 1945 ville Utzon delta i återuppbyggnaden av Europa, vilket han gjorde genom ett antal tillfälliga hus i Holland. Dessa blev första steget mot de additiva principer han senare utarbetade. Senare det året återvände han till Danmark där han tillsammans med Tobias Faber deltog i en rad arkitekttävlingar, där deras förslag ofta byggde på en integrering av det omgivande landskapet i formgivningen, till exempel i förslaget till Crystal Palace. I detta förslag ses ett flertal platåer som är formade efter den böljande terrängen, kombinerat med en stolpkonstruktion som framkallar känslan av ett närliggande skogslandskap. Integreringen av naturen på detta sätt blev ett viktigt tillvägagångssätt och en tillgång under Utzons karriär. En kort period under 1946 arbetade Utzon även på Aaltos kontor i Helsingfors.
Under 1947 och 1949 reste Utzon runt i Marocko, USA och Mexiko. I Marocko blev han introducerad till islamisk arkitektur och upptäckte där den fundamentala visdomen hon den enkla människan, vardagsdetaljerna och kvaliteten i sambanden mellan byggmaterial och landskapets naturliga material. Denna inspiration ledde till att Utzon när han var tillbaka i Danmark ofta valde att bygga hus i lokala danska material, exempelvis gult tegel. Till USA och Mexiko kom Utzon 1949 efter att ha mottagit ett stipendium. I USA besökte han Ray och Charles Eames, Frank Lloyd Wright samt Ludwig Mies van der Rohe, och efter mötet med dessa berömdheter, drog han vidare till Mexiko. Där besökte han mayaindianernas plattformskomplex, Uxmal och Chichén Itzá på Yucatánhalvön, något som han beskrev som "en av de största arkitektoniska upplevelserna i hela mitt liv". Han fascinerades av hur mayaindianderna byggde mot himlen för att komma närmare sina gudar, och det sätt templen majestätiskt reser sig upp ur djungeln. Denna upplevelse låg som inspiration till hans artikel Platforme og plateauer: En dansk arkitekts idéer.

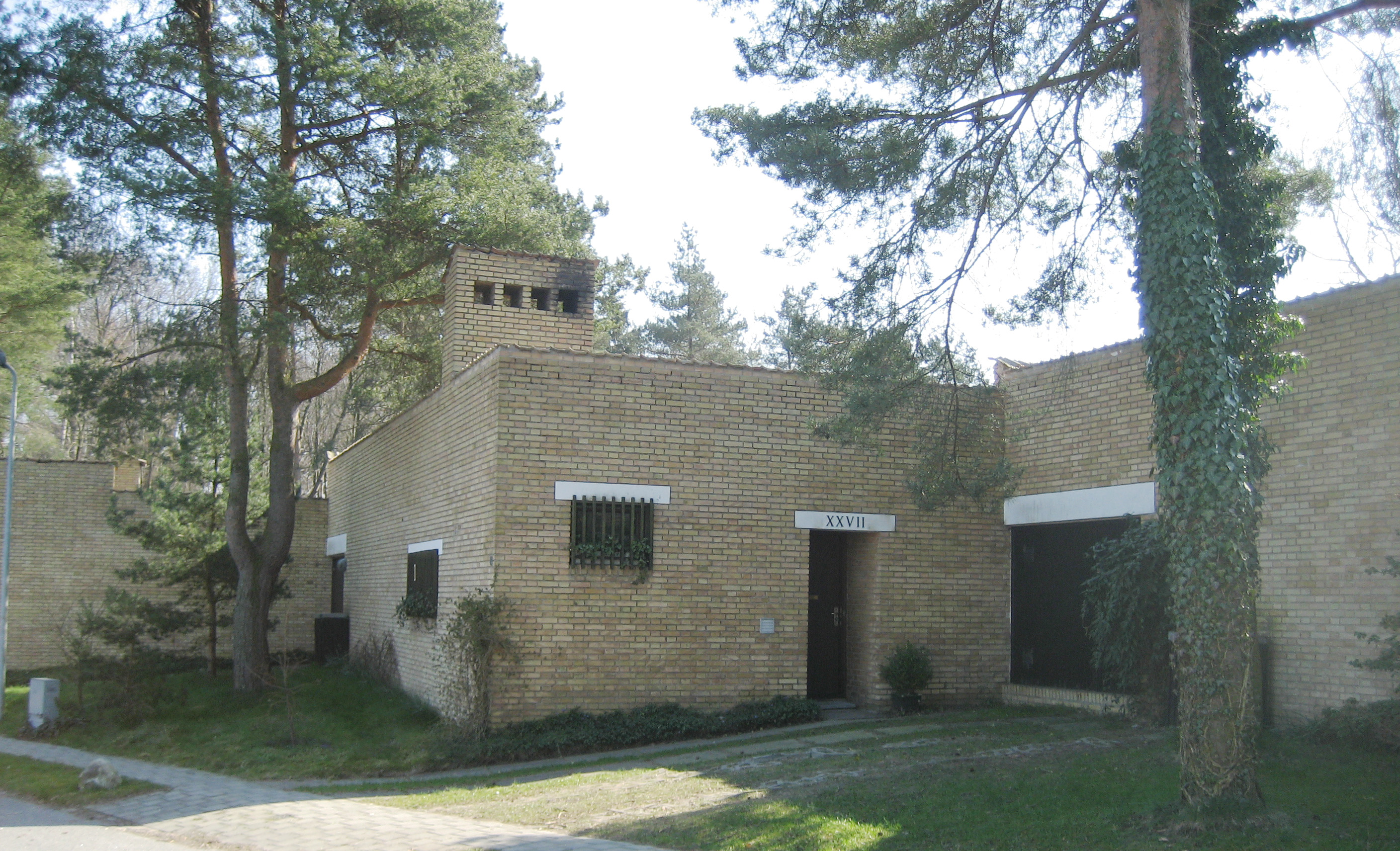
Kingohusen i Helsingör.

Ett samarbete med Arne Korsmo om förslag till dels Oslos centralstation (1947), dels västra Vika (1948) ledde till ett samarbete med PAGON, Progressive Arkitekters Gruppe i Oslo. Tillsammans med denna grupp utvecklades idéerna om de billiga och tillfälliga efterkrigsbostäderna i ett förslag i Arnebråten 1951. Dessa idéer fortsatte i liknande projekt i Skåne genom Skånska hustyper (1954) och senare i Kingohusen i Helsingör 1956–60 och Fredensborg Terrasserne 1962–63. Exempel på liknande byggnader kan även hittas i kvarteret Prästkragen i Bjuv och i Planetstaden i Lund. I alla dessa projekt består bostadshusen av en kvadratisk form där bebyggelsen är placerad längs den slutna yttermuren och därmed omsluter en innergård, som bostaden öppnar upp sig mot. Tanken var att man senare skulle kunna utvidga bebyggelsen inom strukturen vid behov. En bärande vägg bär resten av husets beståndsdelar, något som Utzon fann inspiration till i det tidigare besökta huset av Eames hus, och byggde vidare på i sitt eget hus i Hellebæk från 1952. Senare under 1950-talet samarbetade Utzon med det helsingborgsbaserade arkitektkontoret Arton, bland annat med Elinebergshusen 1957–65.
I slutet av 1940-talet och under hela 1950-talet ritade Utzon, parallellt med mer jordbundna projekt, ett antal ikoniska projekt som vattentornet i Svaneke på Bornholm 1949 och den icke uppförda Langelinie-paviljongen 1953.

### Internationellt genombrott

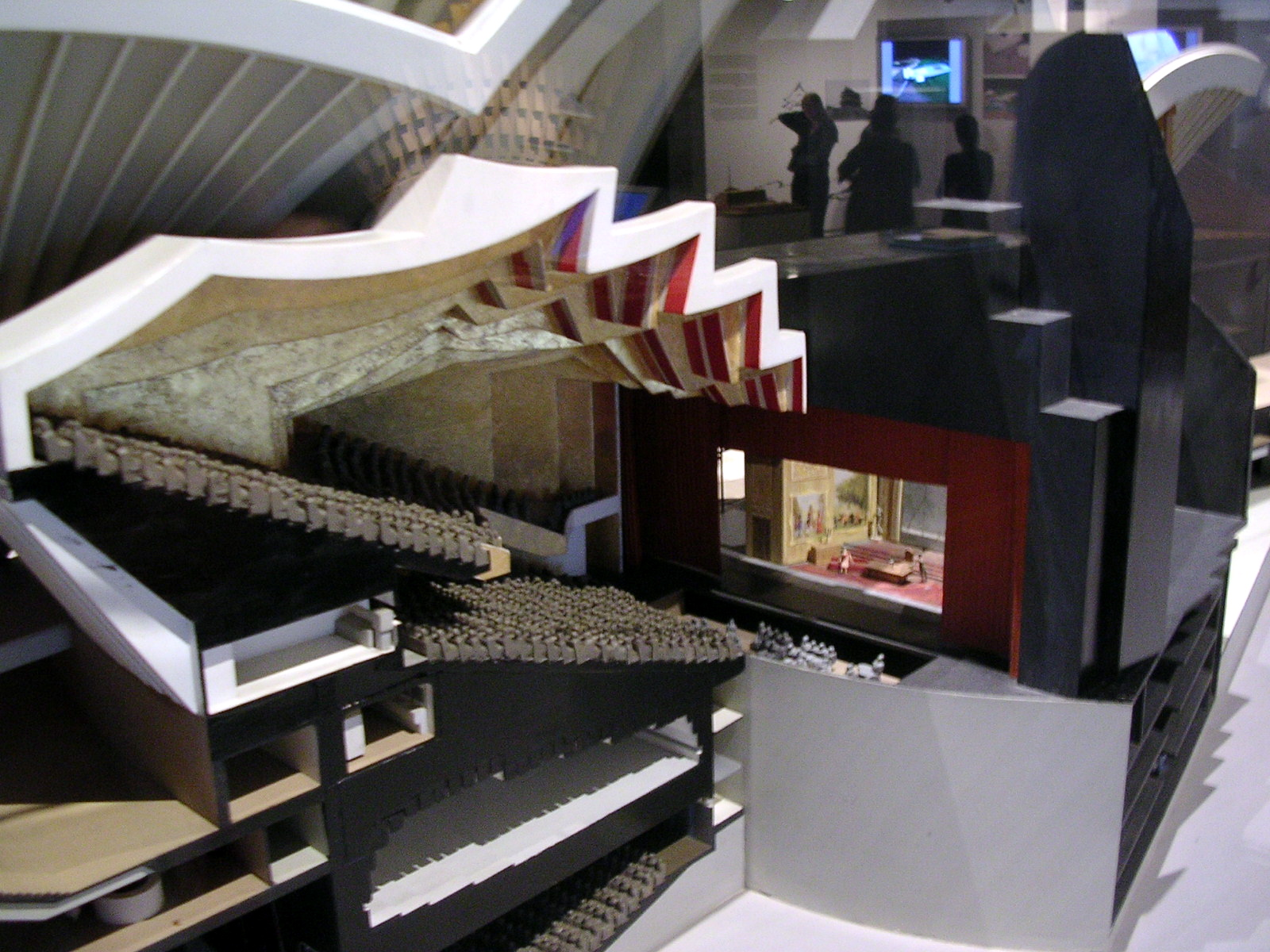
Modell som visar ett snitt genom operan.

Jörn Utzon vann 1957 tävlingen om ett nytt operahus i Sydney. Förslaget, som från början kasserats av den ursprungliga juryn, räddades av den senare tillkomna jurymedlemmen och erkända arkitekten, Eero Saarinen, som öppnade de resterandes ögon för det spektakulära projektet. Saarinen arbetade under samma tid med TWA-terminalen (1956–1962) vid John F Kennedy-flygplatsen i New York, ett projekt som bär stora likheter med operahuset. Utzons byggnad hade, med sina vita skal och mjuka organiska former kombinerat med orientalisk och mellanamerikansk plattformsinspiration, just de ikoniska egenskaperna av landmärke som juryn eftersökte.
Under själva projekteringen var Utzon aldrig i Sydney för att studera platsen, utan använde sig av kartor och sjökort. På dessa kunde han se att byggnadens placering i hamnen liknade slottet Kronborgs placering vid hamnen i Helsingör, vilket blev en viktig inspirationskälla. När man från vattnet rör sig runt slottet, ändras dess fasad ständigt, och han ville därför skapa en fasad som inte var samma åt alla sidor, en så kallad femte fasad.
Uppförandet av operahuset började 1959, men projektets ingenjörer hade svårt att hitta en metod att bygga de enorma skal som täckte byggnaden, då man vid denna tid inte hade teknologin att gjuta så stora konstruktioner. Utzon utarbetade då idén att alla skalkomponenterna skulle skäras ut ur en och samma sfär, varigenom man skulle kunna framställa likartade prefabricerade komponenter att sammansätta de olika skalen av.
En längre tids stridigheter mellan Utzon och Sydneys styrande ledde till att han 1966 lämnade projektet, och som konsekvens utfördes aldrig flera av Utzons idéer, främst för fasaderna, på grund av dels viljebrist, dels ekonomisk brist.

### Efter Sydney

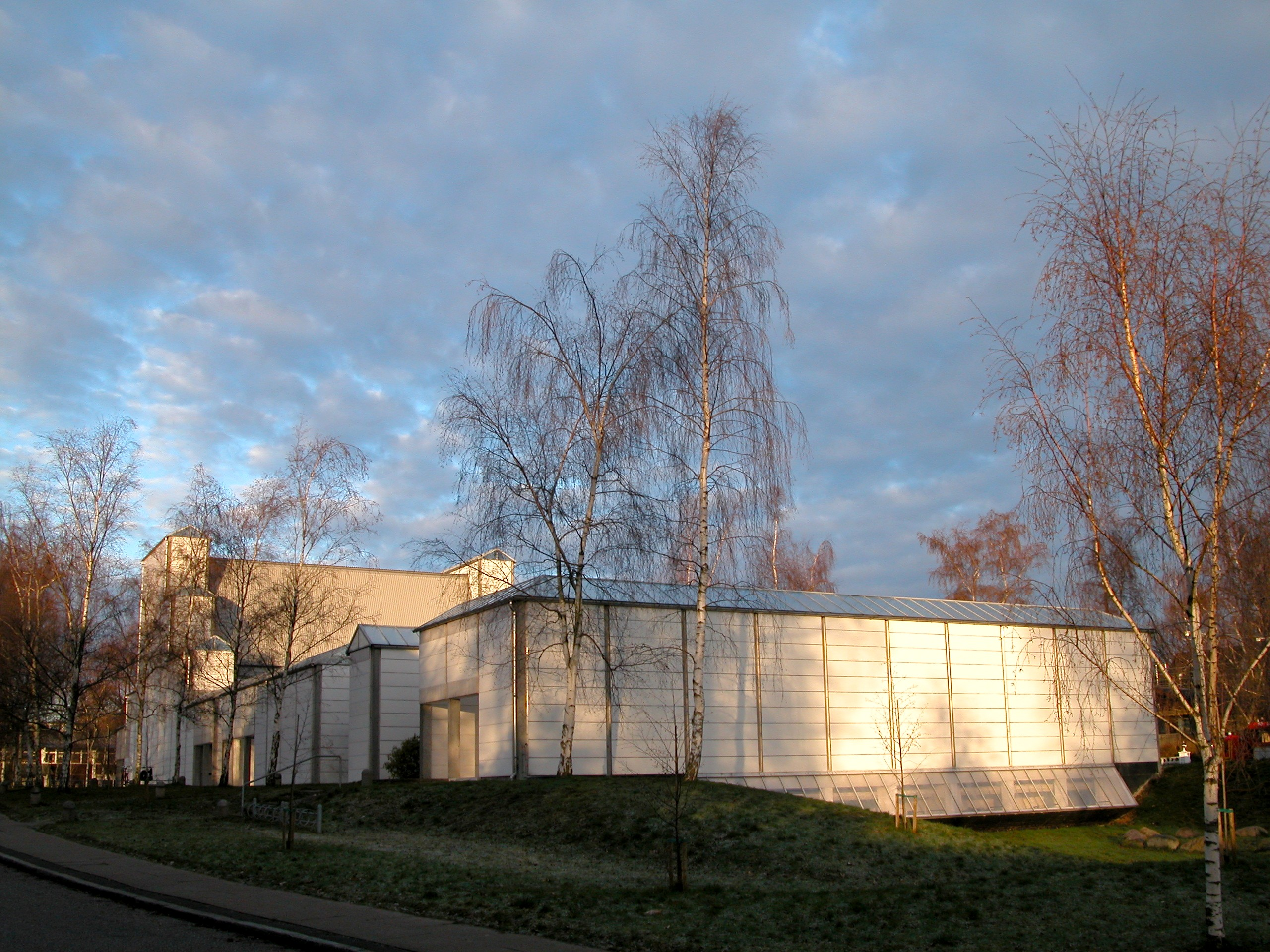
Bagsværd Kirke utanför Köpenhamn.

Efter Sydney-projektet och under hela 1960-talet utvecklade Utzon sina idéer om additiv arkitektur, som karaktäriserades av en syntes mellan geometri, moduler och standardiserade produkter. Tanken var att man använder likartade prefabricerade byggnadsdelar, av Utzon kallat "strukturer", som kan sättas ihop till nya helheter. Dessa byggnader kan sedan växa fritt genom att nya strukturer läggs till byggnaden. Den additiva arkitekturens existensberättigande bekräftades genom Sydneyprojektet, som visade att en standardisering av byggnadselement kunde optimera byggandet av den givna konstruktionen. I slutet av årtiondet hade Utzon utvecklat ett principunderlag varifrån han bland annat utarbetade förslagen till Farums Centrum, Jeddah Stadion och hans andra försök till ett museum i Silkeborg. Alla bestod de av ett antal modulvarianter, som tillsammans bildar en större byggnad, men inga av förslagen förverkligades. Ur samma principer utvecklade han byggsystemet Espansiva för bostäder, där flera liknande och prefabricerade komponenter kan sättas samman till ett flexibelt enfamiljshus. Endast ett Espansiva-hus uppfördes; en prototyp i Gamle Hellebæk 1969.
I slutet av sin karriär ritade Utzon kyrkan i Bagsværd, som inspirerats av molnen på Hawaii. Han ritade även parlamentet i Kuwait, med samma additiva principer som tidigare nämnts, och som ger ett uttryck av Mellanösterns basarer. Förutom sina senare samarbeten med sina söner Kim Utzon och Jan Utzon, avslutade Utzon sin solokarriär genom att rita två hus till sig själv och sin hustru på Mallorca, Can Lis (1971) och Can Feliz (1994). Utzon avled av en hjärtattack den 29 november 2008, 90 år gammal.

## Projekt
- Eget hus i Hellebæk, 1952
- Vattentornet i Svaneke, 1952
- Langelinje-paviljongen, 1953 (ej utförd)
- Skånske hustyper, 1954
- Operahuset i Sydney, 1956, färdigställt 1973
- Kingohusen, Helsingör, 1956
- Kvarteret Prästkragen i Bjuv, 1957
- Elinebergshusen, Helsingborg, 1954, färdigställda 1965
- Radhus i Planetstaden i Lund, 1957[17]
- Melli Bank, Teheran, Iran, 1959
- Fredensborg Terrasserne, Fredensborg, 1962
- Silkeborg Museum, Silkeborg, 1963 (ej utfört)
- Teater i Zürich, 1964 (vinnande projekt, ej utfört)
- Farums centrum, 1966
- Jeddah Stadion, Saudiarabien, 1967 (ej utförd)
- Espansiva, 1969 (ej utfört)
- Can Lis, Mallorca, 1971
- Silkeborg Museum II, Silkeborg, 1971 (ej utfört)
- Bagsværds kyrka, 1976
- Parlamentet i Kuwait, 1982 (tillsammans med Jan Utzon)
- Paustians hus, Köpenhamn, 1986–87
- Can Feliz, Mallorca, 1994
- Utzon Center, Ålborg, 2008 (tillsammans med Kim Utzon)

## Priser
- Eckersbergmedaljen 1957
- C.F. Hansen-medaljen 1967
- Royal Australian Institute of Architects guldmedalj 1973
- Prinsessan Eugenias medalj 1978
- Royal Institute of British Architects guldmedalj 1979
- Dansk Arkitektur Landsforbunds pris 1981
- Alvar Aaltomedaljen 1985
- Wolfpriset 1992
- Académie d'Architectures guldmedalj 1994
- Pritzkerpriset 2003

## Film
- The Edge of the Possible, 58 minute documentary, 1998, Dir: Daryl Dellora, Film Art Doco Pty Ltd